# Zequinha (futebolista)
José Ferreira Franco, mais conhecido como Zequinha (Recife, 18 de novembro de 1934 — Olinda, 25 de julho de 2009), foi um futebolista brasileiro que atuou como meio-campo.

## Carreira
Ele integrou, como médio-volante, a Seleção Brasileira que se sagrou bicampeã mundial no Chile em 1962. Conquistou, ainda, a Taça do Atlântico (1960), a Taça Oswaldo Cruz (1962) e a Copa Rocca (1963), participando de dezessete jogos pela Seleção, com catorze vitórias, um empate, duas derrotas e marcando dois gols.
Começou sua carreira futebolística no Auto Esporte Clube, da Paraíba, em 1954.
Em 1955/1957, jogou no Santa Cruz, no qual foi campeão estadual em 1957.
Transferiu-se para o Palmeiras em 1958, clube que defendeu até 1968, conquistando os Campeonatos Brasileiros de 1960, 1967 (Robertão) e 1967 (Taça Brasil), o Torneio Rio-São Paulo (1965), além dos Campeonatos Paulistas de 1959, 1963 e 1966.
Entre 1968 e 1969, jogou pelo Atlético-PR, encerrando sua carreira, ainda em 1970, no Náutico, em Recife.

## Títulos
Santa Cruz
- Campeonato Pernambucano: 1957
- Torneio Pernambuco Bahia: 1956

Palmeiras
- Campeonato Brasileiro: 1960, 1967 (Robertão) e 1967 (Taça Brasil)
- Torneio Rio-São Paulo: 1965
- Campeonato Paulista: 1959, 1963 e 1966

Seleção Brasileira
- Copa do Mundo: 1962
- Taça do Atlântico: 1960
- Taça Oswaldo Cruz: 1962
- Copa Rocca: 1963